# Парламентские выборы в Экваториальной Гвинее (1983)
Парламентские выборы в Экваториальной Гвинее состоялись 28 августа 1983 года, на этих выборах участие не приняла ни одна политическая партия, а все кандидатуры были предложены лично президентом Теодоро Обианг Нгема Мбасого, который управляет государством с 1979 года. Выборы прошли в связи с принятием на референдуме новой конституции, которая предусматривала парламент, состоящий из 41 депутата. Все беспартийные, выдвинутые президентом кандидаты, были одобрены гражданами.